# Aaron North
Aaron Wright North (22 de marzo de 1979), fue el guitarrista principal de Nine Inch Nails (2005-2007) y ex-compontente del grupo punk The Icarus Line. Actualmente es cantante y guitarrista en Jubilee. Según sus propias palabras (de una serie de preguntas y respuestas de NIN de 2005), "Soy el más joven y el más pequeño del grupo. También creo que soy el que menos pedos se tira. Me gustan los batidos, los unicornios y los discos oscuros y underground alemanes de speed metal...". Suele usar guitarras Hagstrom, una de las cuales se puede ver en su actuación en el vídeo de The Hand that Feeds, de Nine Inch Nails. Aaron North destaca por su dominio caótico y poco convencional de la guitarra, su uso y dominio de los acoples y por mover su guitarra salvajemente cuando está en el escenario.
Trent Reznor dijo lo siguiente sobre la audición de Aaron North para NIN:
"Aparece, tiene pintas raras, un equipo de mierda, parece que se haya acabado de levantar y quiero pegarle, entonces Aaron empieza a tocar y con la primera nota es como "Tú eres el hombre". No estaba intentando ser yo y tocar como yo lo hago. Tocó y apareció el caos. Inmediatamente convirtió al grupo en otra cosa." 
En 2002, Aaron North apareció en los titulares de la prensa musical después de que, en una actuación de Icarus Line en el Hard Rock Cafe de Austin, Texas, "liberara" una guitarra que perteneció a Stevie Ray Vaughan. Rompió el cristal protector con el pie del micrófono, la cogió e intentó enchufarla a su amplificador, pero fue rápidamente detenido por el personal de seguridad. Este incidente causó que Aaron North recibiera numerosas amenazas de muerte de texanos furibundos. 
Aaron North es el propietario de Buddyhead, con Travis Keller. Posiblemente sea conocido, sobre todo, por su sección de rumores (los famosos no están a salvo, tampoco sus números de teléfono), Buddyhead también es un sello discográfico que ha lanzado a bandas como Wires on Fire, modwheelmood, The Cassettes, Burning Brides, Dillinger Escape Plan, Ink & Dagger, Jubilee (su banda actual) y más.
En 2005, Aaron North tocó durante varios conciertos con Queens of the Stone Age. Fue invitado a tocar en algunos conciertos acústicos en tiendas y en dos conciertos en Los Ángeles.
En julio de 2006, Aaron North y Nine Inch Nails fueron llevado a juicio por el guarda de seguridad de Wisconsin, Mark LaVoie. Se acusaba a Aaron de hacer daño "intencional y violentamente" al guarda mientras actuó con Nine Inch Nails en el Alliant Energy Center el 13 de octubre de 2005. 
Desde enero de 2007, Jagermeister y Dean Guitars patrocinan a Aaron North.